# Anstalten Tidaholm
Anstalten Tidaholm är en sluten anstalt i Tidaholm. Den är en av Sveriges största, ihop med Kumla, Hall, Salberga, Saltvik, Norrtälje och Hällby. Anstalten var tidigare  en sluten riksanstalt, men är numera en anstalt av säkerhetsklass 1. Anstalten har bland annat en yrkesutbildning för svetsare, utbildning inom träindustri samt bedriver flera ackrediterade behandlingsprogram de intagna kan delta i. Möjlighet till studier på de flesta nivåer finns, där grundskola och gymnasium prioriteras.

## Historia
Anstalten invigdes år 1958, men har under senare år kompletterats med olika byggnader, bl.a. L-avdelningen, vilken stod klar 1986.
Den 22 juli 1994 drabbades anstalten av ett allvarligt upplopp. Ett drygt hundratal intagna vägrade att återvända till sina paviljonger efter vistelse på anstaltsområdet och efter hand utvecklades detta till ett gemensamt upplopp. Vissa byggnader sattes i brand och totalförstördes. Man förde förhandlingar med de intagna tills de meddelade att förtroenderådet upplösts, varvid de inte längre hade någon talesman. Man tvingades evakuera en del intagna som befann sig på låsta avdelningar på grund av bränderna. Vid sjutiden på morgonen återtog polis och personal kontroll över anstalten. Efter denna händelse ersattes byggnader etappvis. Ett stort aktivitetshus stod klart 1996 och därefter återuppbyggdes verkstadslokaler med plåt- och svetsavdelning. Anstaltens besöksavdelning stod klar 2004.
I december 2021 togs det första spadtaget till en utbyggnad av anstalten från 180 till 320 platser. Utbyggnaden består av sju byggnader, sysselsättningshus, ny byggnad för inpasseringskontroll och administration, bevakningscentral, omlastningscentral och ett nytt centralkök. Nybyggnationen som görs i etapper beräknas vara helt klar våren 2028.
Under december 2023 meddelade Kriminalvården sina intentioner att bygga ut anstalten ännu mer till 450 platser. Denna utbyggnaden ska vara klar 2029.

## Tidigare kända interner
- Clark Olofsson[7]
- Mijailo Mijailović[8]
- Tommy Zethraeus
- Anders Eklund